# Juraj Lerotić
Juraj Lerotić (Kiel, Njemačka, 1978.) hrvatski je redatelj, scenarist i glumac.
Rođen je 1978. godine u njemačkom gradu Kielu, sjedištu pokrajine Schleswig-Holstein. Iako rođen u Njemačkoj, svoje školovanje nastavio je u Splitu, gdje je završio osnovnu školu i srednju građevinsku školu. Njegov obrazovni put bio je raznolik i nekonvencionalan - nakon srednje škole diplomirao je predškolski odgoj na Filozofskom fakultetu u Zadru, studirao je teologiju, a potom završio i filmsku i TV režiju na Akademiji dramske umjetnosti u Zagrebu.
Svoju profesionalnu karijeru započeo je 2002. godine na Hrvatskoj radioteleviziji, gdje je kao scenarist i redatelj radio na različitim dječjim emisijama poput „Parlaonice", „Ni da ni ne" i „Drugi". Značajan dio njegove televizijske karijere obilježila je suradnja s Robertom Knjazom na dokumentarnim serijama „Mjenjačnica", „Koledžicom po svijetu", „Slučajni turist" i „Hrvatski velikani". U razdoblju od 2007. do 2009. radio je na RTL-u kao redatelj serijala „Koledžicom po svijetu", a 2011. godine režirao je HTV-ov serijal „Razred".
U razdoblju od 2014. do 2015. godine, Lerotić je obnašao funkciju povjerenika za kratki igrani film u Hrvatskom audiovizualnom centru (HAVC). Njegov prvi profesionalni iskorak u filmskoj industriji bio je srednjometražni film „Onda vidim Tanju" iz 2012. godine, koji je doživio svoju premijeru na prestižnom Rotterdam film festivalu, a kasnije ga je za televizijsko prikazivanje otkupio francusko-njemački televizijski program ARTE.
Najveći dosadašnji uspjeh u karijeri postigao je svojim dugometražnim prvijencem „Sigurno mjesto" iz 2022. godine. Film je osvojio niz značajnih priznanja na međunarodnim festivalima. Na Filmskom festivalu u Locarnu osvojio je nagrade za najboljeg redatelja, najboljeg glumca i najbolji prvi dugometražni film. Na Sarajevskom filmskom festivalu film je nagrađen Srcem Sarajeva za najbolji film, a sam Lerotić dobio je nagradu za najbolju mušku ulogu. Film je također osvojio nagradu CICAE Međunarodne konfederacije umjetničkih kina i nagradu Cineuropa. Kao kruna uspjeha, „Sigurno mjesto" je odabrano za hrvatskog kandidata na 95. dodjeli filmskih nagrada Oscar.